# Йени хамам (Битоля)
Йени хамам (на македонска литературна норма: Јени амам) е хамам, турска баня в град Битоля, Северна Македония. Разположена е на десния бряг на река Драгор, която пресича Битоля.
Смята се, че хамамът е изграден в XVII или в началото на XVIII век, когато градът преживява икономически разцвет. Предполага се, че Йени хамам е изоставен в първата половина на XX век, от когато започва упадъкът му. Днес хамамът е в руини, като някои части от сградата са напълно разрушени.